# 克察爾科亞特爾

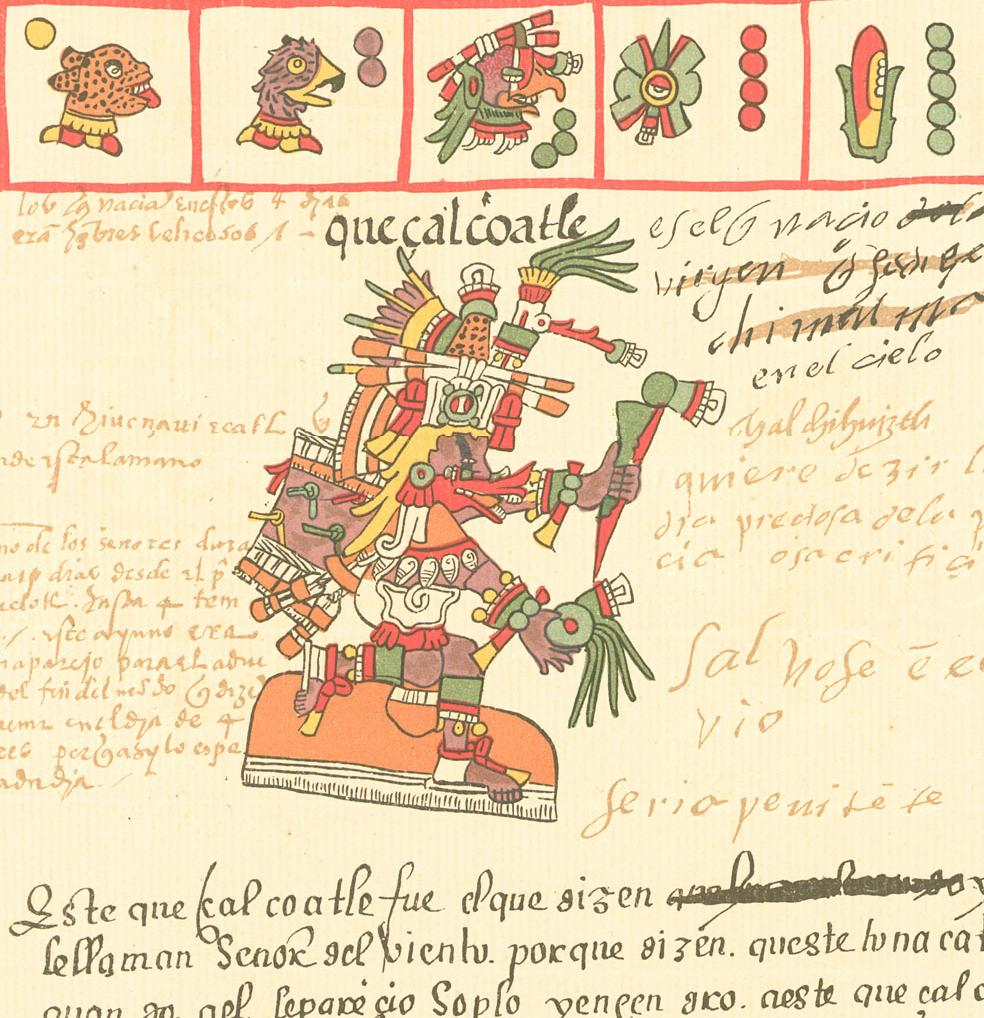
特莱里亚诺-雷曼西斯手抄本中所繪的克察尔科亚特尔

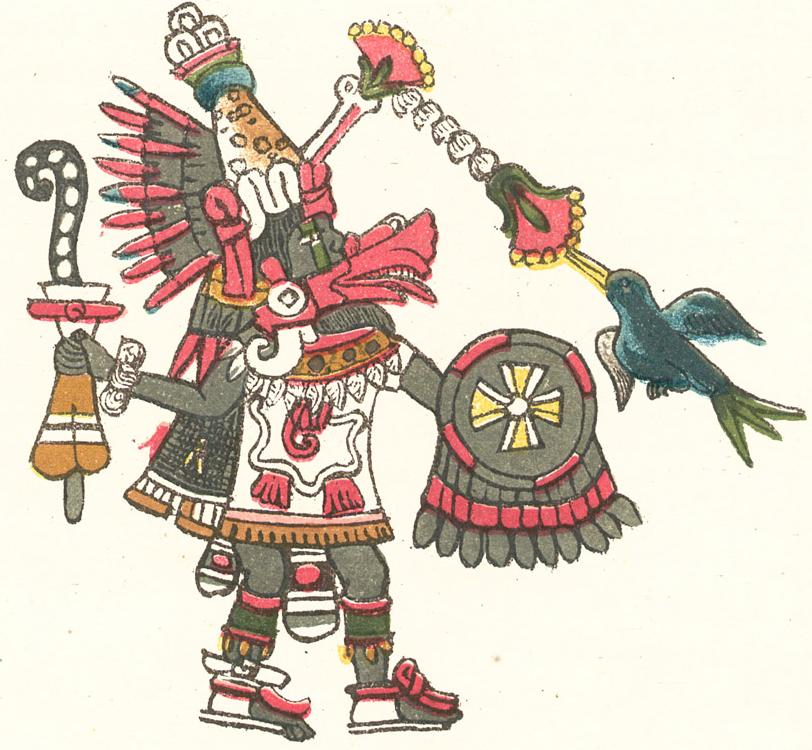
馬利亞貝奇亞諾手抄本中所繪的克察尔科亚特尔

克察尔科亚特尔，又譯克察爾科瓦特爾、羽蛇神（“羽蛇”之意），阿茲特克神話中最重要的神祇的其中一位，其他的神包括特拉洛克（Tlaloc）、特斯卡特利波卡（Tezcatlipoca）和維齊洛波奇特利（Huitzilopochtli）。其他兩位代表金星的神是特拉洛克和修羅托（Xolotl）。在阿茲特克神話中，他代表了風、金星、太陽、商人、藝術、工藝、知識和學習。
這種具有「生有羽毛的蛇」形象的神明最早出現在奧爾梅克文明中，並普遍見於中美洲文明的神話，如馬雅人的庫庫爾坎，中文則統稱為羽蛇神。它也是阿茲特克祭司的守護神。
克察尔科亚特尔是祭司知識之神、是邪惡的昏星與善良的晨星。雖然有些說法將他視為特斯卡特利波卡的一個面相，但這兩位神祇經常是互相衝突的。
十六世紀，美洲特諾奇蒂特蘭人的國王蒙特祖馬二世曾誤以為西班牙殖民者埃爾南·科爾特斯是羽蛇神，所以待其如上賓，結果蒙特祖馬二世卻被科爾特斯俘虜，科爾特斯最終摧毁了整個阿兹特克古文明。

## 風神面相

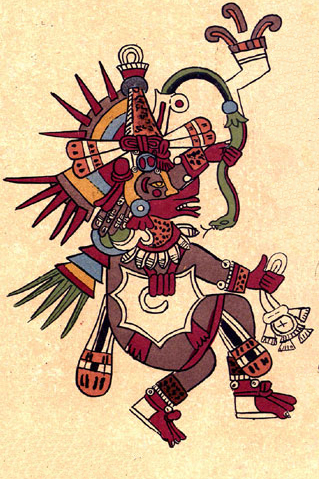
波旁尼克手抄本中所繪的克察尔科亚特尔

克察尔科亚特尔最為人所悉的一個面相是風神埃埃卡特尔，他統轄神話中的第二太陽紀，他戴著鷹首造型的面具、耳掛曲型貝殼吊飾、胸佩海螺。

## 其它
克察尔科亚特尔的一些部分傳說可能是來自一位同名的托爾特克君主，傳說他遭特茲卡特利波卡構陷而與自己的姐姐有染，事後相當後悔，於是自我放逐，數任托爾特克君主都以克察尔科亚特尔為名。

## 流行文化
- 《世紀帝國III》：阿茲特克文明有一張叫「羽蛇神大神殿援助」的卡片，能讓玩家以1000金幣的代價換取18名豹遊蕩武士，且豹遊蕩武士的攻擊力得到強化。
- PC游戏《机甲战线》中敌方有一台搭载荷电粒子炮的巨大HAWS的名字就是Quetzalcōhuātl。
- 《魔獸世界》：副本祖爾格拉布最終頭目「血神哈卡」靈感來源時即是參考克察尔科亚特尔。
- 《遊戲王5D's》：紅龍在納斯卡被當地人稱作克察尔科亚特尔（羽蛇神）。
- 《問題兒童都來自異世界？》第11集中，春日部耀利用生命目錄所變幻出的神杖「原初龍•金星降誕」就是參考克察尔科亚特尔（羽蛇神）所模仿出來的。
- 在手機遊戲《Fate/Grand Order》之中為以「Rider」的職階登場的金髮女神，寶具為「熾焰，亦焚盡神靈」、「翼蛇」和「太陽石」；以後的聖誕活動當中加入其「Ruler」的職階版本，以聖誕森巴風格的造型登場。這時的寶具為「愛，在聖夜裏傳遞給孩子們」。
- 《小林家的女僕龍》：該作品中第三隻登場的神龍，簡稱露可亞。
- 《幸運邏輯》：來自忒托拉赫文（該作品異世界）的蛇神。